# 麗新發展
麗新發展有限公司，簡稱麗新發展（英語：Lai Sun Development Company Limited，港交所：0488），在1988年由麗新製衣國際有限公司分拆上市，當時麗新發展的主要業務是地產。
主席為林建岳。現時業務是物業投資、物業發展、酒店及餐廳投資及經營以及投資控股。

## 管理層
- 執行董事[3]
  - 林建岳博士 (主席)
  - 周福安先生（副主席）
  - 劉樹仁先生 (行政總裁)
  - 林孝賢先生

- 非執行董事

- - 余寶珠女士

- 獨立非執行董事
  - 林秉軍先生
  - 梁樹賢先生
  - 梁宏正先生
  - 葉澍堃先生，GBS，JP

## 業務
1997年，麗新發展以總代價約69億港元收購富麗華酒店，計劃拆卸後重建為商廈，但後來亞洲金融危機爆發，引致麗新陷入財政危機。富麗華酒店原址後來重建成友邦金融中心。
2016年9月30日，該公司和母公司麗新國際以13,080,896歐元（113,804,000 港元）收購從意大利芬坎蒂尼旗下Camper and Nicholsons所持有49.95%股權。
2018年5月，麗新發展公布提出全面收購豐德麗（571）全部已發行股份，收購價每股現金1.30港元，較豐德麗前收市價1.35元，折讓3.7%，預計收購項目價值合共12.265億至12.658億港元。若接納股東水平達至相關規定，麗新發展或提出強制性全面收購及撤銷豐德麗上市地位。 麗新發展持有豐德麗36.94%投票權，而豐德麗則持有麗豐（1125）50.60%投票權。假如麗新發展在完成收購共同持有豐德麗50%以上投票權，麗新發展之後將提出無條件強制性全面現金收購，以收購餘下之全部麗豐股份。豐德麗要約價為5.22元，12.5較其上周五收市價12.5元折讓58%。 收購需待麗新發展、麗新製衣（191）之股東批准。
2018年7月10日麗新發展持有英國倫敦利德賀街100號、106號及107號物業獲倫敦市規劃和交通委員會允許重建為一幢56層高總面積最多約109.79萬方呎零售辦公大樓。
2018年7月，麗新國際（00191）及麗新發展（00488）共同宣布，麗新發展將會出售所持有的天文台道8號土地，售價合共41億港元。預期將會為集團帶來未經審核收益約2.35億港元。

## 股份
2017年宣佈50股合為1股，8月15日起生效。

## 外部連結
- 官網（页面存档备份，存于）